# Canaã dos Carajás
Canaã dos Carajás is een gemeente in de Braziliaanse deelstaat Pará. De gemeente telt 77.079 inwoners (schatting 2022).

## Aangrenzende gemeenten
De gemeente grenst aan Água Azul, Curionópolis, Parauapebas en Xinguara.